# Podgroble
Podgroble – część miasta Zamościa w województwie lubelskim.
Leży w centralnej części miasta, na zachód zamojskiej dzielnicy Stare Miasto. Rozpościera się między ulicą Podgroble na wschodzie po ulicę Podleśną na zachodzie, od ulicy Królowej Jadwigi na północy po ulicę Szczebrzeską na południ. Wzdłuż jej zachodniej granicy przepływa rzeka Łabuńka.